# Беттвіль (Золотурн)
Беттвіль (нім. Bättwil) — громада  в Швейцарії в кантоні Золотурн, округ Дорнек.

## Географія
Громада розташована на відстані близько 65 км на північ від Берна, 32 км на північ від Золотурна.
Беттвіль має площу 1,7 км², з яких на 24,7% дозволяється будівництво (житлове та будівництво доріг), 57,6% використовуються в сільськогосподарських цілях, 17,6% зайнято лісами, 0% не є продуктивними (річки, льодовики або гори).

## Демографія
2019 року в громаді мешкало 1166 осіб (-3,3% порівняно з 2010 роком), іноземців було 14,5%. Густота населення становила 698 осіб/км².
За віковим діапазоном населення розподілялося таким чином: 21,3% — особи молодші 20 років, 60,6% — особи у віці 20—64 років, 18,1% — особи у віці 65 років та старші. Було 471 помешкань (у середньому 2,5 особи в помешканні).
Із загальної кількості 486 працюючих 31 був зайнятий в первинному секторі, 194 — в обробній промисловості, 261 — в галузі послуг.